# Pena de morte na Grécia
A pena de morte na Grécia moderna foi realizada com a guilhotina (até 1913) ou com o pelotão de fuzilamento. Foi aplicada pela última vez em 1972, e a pena de morte foi abolida em etapas entre 1975 e 2005.

## História
As execuções durante a Guerra da Independência Grega foram realizadas por pelotão de fuzilamento, embora quando a monarquia introduziu o Código Penal em 1834, a decapitação por guilhotina se tornasse o único modo de execução. Em 1847, dificuldades em disponibilizar a guilhotina para cada execução fizeram com que o governo estabelecesse o pelotão de fuzilamento como um modo alternativo de execução. Ambos seriam usados até o pelotão de fuzilamento ser estabelecido como o único meio de execução em 1929 (a última execução por guilhotina ocorreu em 1913). Mais de 3.000 execuções ocorreram entre 1946 e 1949 durante a Guerra Civil Grega. A última execução ocorreu em 25 de agosto de 1972, quando Vassilis Lymberis, de 27 anos, foi morto a tiros pelo pelotão por causa do assassinato de sua esposa, sogra e dois filhos (ele os queimou vivos dentro de casa) na ilha de Creta.
A pena capital foi abolida por crimes em tempos de paz que não sejam alta traição durante a guerra pelo artigo 7 da Constituição de 1975. Anteriormente, três policiais foram condenados à morte durante os Julgamentos da Junta grega, mas essas sentenças foram comutadas para prisão perpétua pelo governo Karamanlis.
Em 1997, a Grécia ratificou o Segundo Protocolo Facultativo ao Pacto Internacional sobre Direitos Civis e Políticos, visando a abolição da pena de morte; no entanto, foi feita uma reserva permitindo o uso da pena de morte para os crimes mais graves, ou seja, alta traição, cometida durante a guerra. O Protocolo nº 6 da Convenção Europeia dos Direitos Humanos (CEDH), que prevê a abolição da pena de morte em tempos de paz, foi ratificado em 1998.
A Grécia aboliu a pena de morte para todos os crimes em 2004. Em 2005, a Grécia ratificou o Protocolo n.º 13 à CEDH, relativo à abolição da pena de morte em todas as circunstâncias.
O partido Golden Dawn pediu em 2013 a restauração da pena de morte para imigrantes condenados por crimes violentos.